# Ліліан Беттанкур
Ліліан Шюллер, у шлюбі Беттанкур (фр. Liliane Bettencourt; 21 жовтня 1922, Париж, Франція — 21 вересня 2017, там само) — французька підприємиця та меценатка, співвласниця заснованої її батьком компанії L'Oréal. Статки Беттанкур оцінювали у 39.5 млрд. доларів США, вона була однією з найбагатших людей у світі.

## Біографія
Народилась у Парижі єдиною дитиною Ежена Шюллера, засновника L'Oréal. Мати Ліліан померла у 1927 році, коли їй було 5 років, і вона дуже зблизилась з батьком, котрий після цього більше не одружувався. 15-річною почала працювати у компанії батька.
У 1950 році одружилася з французьким політиком Андре Беттанкура, котрий у 1960-х працював міністром, а у 70-х став заступником голови L'Oréal. Чоловік був членом La Cagoule, французької фашистської групи, котру в 1930-х батько Ліліан фінансував і підтримував, співпрацюючи з нацистами під час Другої світової війни. Після війни чоловікові Беттанкур, як і іншим членам La Cagoule, було надано притулок в L'Oréal, де він зміг позбутися слідів свого минулого. Врешті подружжя оселилось в особняку, збудованому в 1951 році. 10 липня 1953 року Ліліан народила єдину дочку Франсуазу.
У 1957 році Ліліан Беттанкур успадкувала L'Oréal після смерті батька, ставши головною акціонеркою компанії. У 1963 році компанія стала публічною, хоча Беттанкур зберегла контрольний пакет акцій. У 1974 році вона обміняла майже половину своєї долі на три відсотки акцій Nestle.

## Благодійність
У 1987 році Ліліан Беттанкур спільно з чоловіком та дочкою заснувала Беттанкур Шюллер Фонд (la Fondation Bettencourt Schueller) для підтримки і розвитку медичних, культурних та гуманітарних проєктів. Фонд заснований у Неї-сюр-Сен (Франція).
Фонд, річний бюджет якого становить £ 160 млн, виділяє близько 55 % своїх коштів на наукові дослідження та освіту, 33 % на гуманітарні і соціальні проєкти та 12 % на культуру та мистецтво. Фонд є спонсором премій для вчених різних сфер. Наприклад, «Премія для науки про життя» є щорічною премією для передових європейських біомедичних дослідників віком до 45 років. Переможці одержують € 250 000 для підтримки наукових робіт.
Фонд профінансував будівництво нового крила в музеї Мармоттан-Моне.

## Публічність
Беттанкур в основному уникала уваги ЗМІ. Однак з 2007 року вона зіштовхнулась з прискіпливою увагою медіа, котрі висвітлювали її стосунки з Франсуа-Марі Баньє та можливе фінансування нею консервативних французьких політиків, зокрема, президента Франції Ніколя Саркозі.(англ.)

## «Справа Беттанкур»
Вважають, що Беттанкур познайомилась з Франсуа-Марі Баньє, французьким письменником, художником і фотографом знаменитостей, у 1987 році, коли він фотографував її для французького журналу Égoiste. Пізніше Баньє і Беттанкур стали друзями, і вона стала його головною благодійницею — сумарна вартість її подарунків склала € 1,3 млрд. Серед цих подарунків — поліс страхування життя на суму € 253 млн в 2003 році та ще один поліс за € 262 млн в 2006 році, 11 витворів мистецтва (у 2001 році), серед яких картини Пікассо, Матісса, Мондріана, Делоне і Леже, фото сюрреаліста Ман Рея і гроші.
У грудні 2007 року, всього лиш через місяць після смерті свого батька, Франсуаза Беттанкур Маєрс подала позов проти Баньє, звинувативши його в abus de faiblesse (експлуатації фізичної або психологічної слабкості з метою особистої вигоди). У результаті було організовано розслідування; після допиту співробітників Беттанкур справу було передано до суду у вересні 2009 року. У грудні 2009 суд відклав рішення у цій справі до квітня 2010 (пізніше — до липня 2010) до отримання результатів медичного засвідчення психічного стану Беттанкур. Беттанкур відмовилась пройти перевірку.

## Політичний скандал
У липні 2010 Ліліан Беттанкур було втягнуто в політичний скандал після того, як стали доступними широкому загалу плівки, записи на котрих вважають розмовою між Беттанкур та її фінансовим консультантом. З цього аудіозапису випливає, що Беттанкур, можливо, ухилилась від сплати податків, зберігаючи значну кількість грошей на прихованих рахунках у швейцарських банках. Інший запис на плівці — начебто розмова між Беттанкур та Еріком Вертом, котрий вимагав для своєї дружини роботу, в той час як він займав посаду міністра і очолював гучні кампанії з вилову тих, хто ухилилися від сплати податків в особливо значних розмірах. Крім того, Беттанкур одержала податкову знижку в € 30 млн під час перебування Верта на посаді міністра.
У червні 2010 року скандал набув ще більшого розмаху — після того, як колишня бухгалтерка Беттанкур, Клер Трибу, розповіла в інтерв'ю сайту Mediapart, що французькі політики-консерватори одержували гроші в конвертах в особняку Беттанкур. Вона стверджувала, що Верт, діючи як казначей «Союзу за народний рух» (UMP), одержав конверт з € 150000 готівкою в березні 2007. За словами Трибу, сам Саркозі був частим гостем у домі Беттанкур, коли він був мером Неї-сюр-Сен з 1983 до 2002, і також одержував конверти з готівкою. Через кілька днів Клер Трибу поскаржилась на тиск з боку французької поліції, котра вимагала відмовитись від свідчень проти Саркозі. Саркозі та Верт відкидають звинувачення. Після цих звинувачень французька поліція провела рейд у домі та офісі де Местра, голови компанії, що керує статками Беттанкур.

## Рейтинг Forbes
За даними журналу Forbes, Ліліан Беттанкур знаходиться на 15 місці у списку найбагатших людей світу, її статки оцінюють у 23 мільярди доларів США. Вона є найбагатшою жінкою Європи; Беттанкур за багатством посідає третє місце серед жінок у світі. Серед французів Ліліан за багатством поступається лише Бернару Арно.
У 2005 Forbes розмістив Ліліан Беттанкур на 39 позиції у рейтингу найвпливовіших жінок світу.